# Clastopteridae
Clastopteridae är en familj av insekter. Clastopteridae ingår i överfamiljen Cercopoidea, ordningen halvvingar, klassen egentliga insekter, fylumet leddjur och riket djur. Enligt Catalogue of Life omfattar familjen Clastopteridae 80 arter. 
Kladogram enligt Catalogue of Life:
| Clastopteridae | \| \| Clastoptera \| \| \| \| \| \| Iba \| \| \| \| \| \| Parahindoloides \| \| \| \| |
|                | \| \| Clastoptera \| \| \| \| \| \| Iba \| \| \| \| \| \| Parahindoloides \| \| \| \| |
|                | spottstritar                                                                          |
|                |                                                                                       |
|                | spottstritar                                                                          |
|                |                                                                                       |
|                | Epipygidae                                                                            |
|                |                                                                                       |
|                | Machaerotidae                                                                         |
|                |                                                                                       |
|                | Clastoptera                                                                           |
|                |                                                                                       |
|                | Iba                                                                                   |
|                |                                                                                       |
|                | Parahindoloides                                                                       |
|                |                                                                                       |

|  | Clastoptera     |
|  |                 |
|  | Iba             |
|  |                 |
|  | Parahindoloides |
|  |                 |